# Теплові властивості гірських порід
Теплові властивості гірських порід (рос. тепловые свойства горных пород, англ. heat properties of rocks; нім. Wärmeeigenschaften f pl der Gesteine) – властивості, що визначають термодинамічний стан і теплові процеси, які протікають у гірських породах. До теплових властивостей гірських порід належать теплопровідність, теплоємність, термостійкість та ін. Для розрахунку теплових процесів необхідно знати т-ри плавлення, кипіння і розкладу породи, а також питому теплоту плавлення і випаровування. 